# Tranvia Bergamo-Trescore-Sarnico
La tranvia Bergamo-Trescore-Sarnico, aperta in due tratte successive a partire dal 1901 e successivamente integrata dalla tranvia Trescore-Lovere, faceva parte di un insieme integrato di collegamenti che metteva in comunicazione le province di Bergamo e Brescia attraverso il Lago d'Iseo.
Particolarmente attiva grazie a un intenso traffico sia di passeggeri sia di merci, la linea, esercita a vapore, fu tuttavia soppressa nella tratta fino a Lovere nel 1921 e dieci anni dopo, anche a causa di un clima politico non favorevole agli investimenti nei sistemi su rotaia, sul restante percorso.
La prima tratta fino a Negrone, nel frattempo elettrificata e integrata nella rete tranviaria di Bergamo, sopravvisse fino al 1953.

## Storia

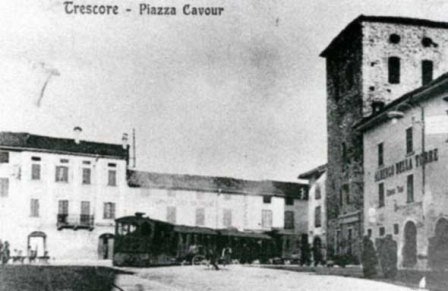
Trescore, piazza Cavour

Fra le iniziative imprenditoriali cui la Banca Bergamasca di depositi e conti correnti diede il suo appoggio vi furono numerose imprese di carattere pubblico come la costruzione di una tranvia che, passando per la città termale di Trescore Balneario, consentisse da Bergamo di raggiungere le sponde del lago d'Iseo. Per la gestione di tale iniziativa era stata appositamente fondata la società Tramvia a vapore Bergamo-Trescore-Sarnico (BTS) la cui sede, stabilita presso il capolinea bergamasco, sorgeva in via Paleocapa nella casa detta "Dolci-Terzi".
Dopo due anni dall'inizio dei relativi lavori di costruzione tutto appariva pressoché pronto per l'inaugurazione della linea, lunga 37 km, sulla quale il servizio venne avviato il 7 dicembre 1901, a due mesi dall'entrata in servizio della tranvia Lovere-Cividate Camuno, sulla tratta Bergamo-Gorle-Trescore Balneario; 
l'effettivo avvio del serviziosi ebbe il successivo 20 dicembre.
Meno di un anno dopo, il 31 luglio 1902 venne inaugurato il completamento da Trescore a Sarnico.
Il prezzo dei biglietti fu fissato in due lire e venti centesimi in prima classe e in una lira e quaranta in seconda per i viaggi da Bergamo a Sarnico; le corse di andata e ritorno costavano rispettivamente tre lire e trenta centesimi e due lire e dieci centesimi.

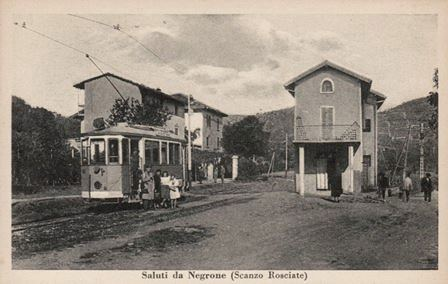
Capolinea suburbano a Negrone

Il servizio era strutturato mediante cinque coppie giornaliere più una corsa aggiuntiva in senso dispari, con partenze da Bergamo alle 5:10, alle 6:33, 9:20, 12:23, 16 e 20:13 e ritorni alle 6:30, 9:12, 12:15, 16:45 e 20:10.

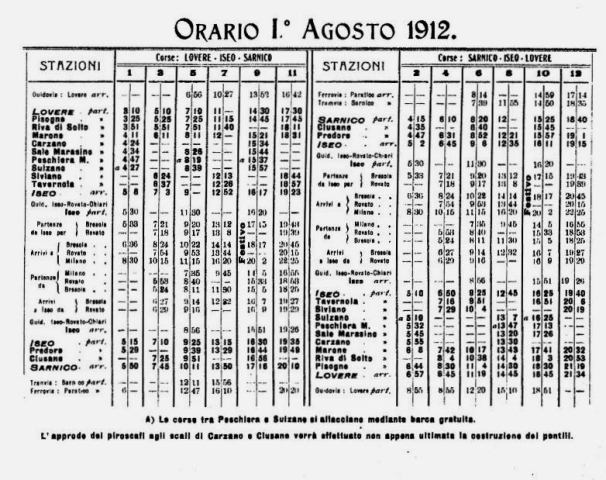
Orario navigazione Lago di Iseo

Un aspetto caratteristico del servizio è che lo stesso risultava integrato rispetto alle altre offerte di trasporto della zona: nell'orario di battelli che navigavano nel lago d'Iseo, ad esempio, erano indicate le coincidenze ferrotramviarie agli imbarcaderi di, Lovere (con la guidovia camuna), Iseo (con la guidovia per Chiari e con le ferrovie Brescia-Edolo e Iseo-Cremona) e Sarnico (con la tranvia per Bergamo e con la ferrovia Palazzolo-Paratico).
Ormai iniziato il declino del traffico anche in conseguenza delle difficoltà economiche conseguenti alla prima guerra mondiale, negli anni venti la prima parte del percorso, fino a Negrone, fu elettrificata e incorporata nella rete tranviaria di Bergamo.
La chiusura della Trescore-Sarnico avvenne già nel 1921 mentre la restante tratta da Negrone a Trescore, utilizzata dai convogli diretti alla Val Cavallina, rimase in esercizio fino al 1931. L'ultima vestigia di quello che rappresentò un importante collegamento fra la città orobica e la sua provincia orientale, la linea urbana per Negrone, fu soppressa nel 1953.

## Caratteristiche
| Unknown route-map component "uexKBHFaq" | Unknown route-map component "uexSTR+r" |  |  |  |

| Unknown route-map component "exKBHFaq" | Unknown route-map component "uexmKRZu" | Unknown route-map component "exCONTfq" |  |  |

| Unknown route-map component "uexKBHFaq" | Unused transverse waterway | Unknown route-map component "uexKRZxl+xr" | Unknown route-map component "uexSTR+r" |  |  |  |

| Unknown route-map component "KBHFaq" | Unknown route-map component "STR+r" | Unused straight waterway | Unused straight waterway |  |  |  |

| Straight track | Unused straight waterway | Unknown route-map component "uexBHF" |  |  |

| Straight track | Unused straight waterway | Unknown route-map component "uexBHF" |  |  |

| Straight track | Unused straight waterway | Unknown route-map component "uexBHF" |  |  |

| Small bridge over water | Unknown route-map component "uexWBRÜCKE1" | Unknown route-map component "uexWBRÜCKE1" |  |  |

| Station on track | Unused straight waterway | Unused straight waterway |  |  |

| Unknown route-map component "uexCONTgq" | Unknown route-map component "emKRZo" | Unknown route-map component "uexSTRr" | Unused straight waterway |  |  |  |

| Straight track |  | Unknown route-map component "uexBHF" |  |  |

| Straight track |  | Unknown route-map component "uexBHF" |  |  |

| Straight track |  | Unknown route-map component "uexBHF" |  |  |

| One way leftward | Unknown route-map component "STR+r" | Unused straight waterway |  |  |

| Stop on track | Unknown route-map component "uexHST" |  |

| Unknown route-map component "STR+l" | One way rightward | Unused straight waterway |  |  |

| Straight track |  | Unknown route-map component "uexBHF" |  |  |

| Station on track |  | Unused straight waterway |  |  |

| Straight track |  | Unknown route-map component "uexABZgl" | Unknown route-map component "uexCONTfq" |  |

| Straight track |  | Unknown route-map component "uexBHF" |  |  |

| Straight track |  | Unknown route-map component "uexHST" |  |  |

| Straight track |  | Unknown route-map component "uexHST" |  |  |

| One way leftward | Unknown route-map component "STR+r" | Unknown route-map component "uexWBRÜCKE1" |  |  |

| Straight track | Unknown route-map component "uexHST" |  |

| Stop on track | Unknown route-map component "uexHST" |  |

| Stop on track | Unknown route-map component "uexHST" |  |

| Unknown route-map component "CONTgq" | One way rightward | Unused straight waterway |  |  |

| Unknown route-map component "uexHST" |

| Unknown route-map component "uexBHF" |

| Unknown route-map component "uexBHF" |

| Unknown route-map component "uexHST" |

| Unknown route-map component "uexHST" |

| Unknown route-map component "uexKBHFe" |

| Transverse water |

| Head station |

| Continuation forward |

Realizzata con l'usuale scartamento tranviario di 1.445 mm, la linea correva per ampie porzioni in sede propria soprattutto nella seconda parte del percorso, dopo Trescore Balneario; per tale motivo, sul locale quotidiano L'Eco di Bergamo la stessa era equiparata a "una ferrovia svizzera economica".

### Percorso
Lasciato alle spalle il capolinea, adiacente alle stazioni ferroviarie cittadine, i tram diretti a Sarnico raggiungevano Borgo Palazzo e, sottopassate le ferrovie delle valli, proseguivano parallele ad esse fino a svoltare verso est subito dopo aver superato il Nuovo Cimitero cittadino. Da qui la prima tratta, elettrificata negli anni venti, si snodava servendo dapprima Gorle e poi, oltrepassato il Serio, Scanzorosciate e la frazione Negrone, ove la tratta urbana aveva termine in via Piave, alla confluenza con via Brenta.
I tram a vapore proseguivano dunque lungo la viabilità provinciale, alla volta di Pitturello e Sant'Albano Alessandro, località servita con una fermata più centrale rispetto alla stazione ferroviaria posta sulla linea Bergamo-Brescia, posta comunque a poche centinaia di metri.
Si giungeva così a Trescore: superata la centrale piazza Cavour all'ombra della torre cittadina, la stazione sorgeva nell'area antistante la parrocchia di San Pietro Apostolo, in seguito urbanizzata con la costruzione di alcuni palazzi. Tale impianto, località di diramazione comune con la tranvia della val Cavallina disponeva di circa settecento metri di binari; in occasione della sua realizzazione fu realizzata un'apposita condotta che incanalava l'acqua che sgorgava dalla sorgente detta "salina", posta sul colle dalla Madonna del Castello, convogliandola verso la stazione per il rifornimento delle locomotive delle due linee e per i servizi della stazione, nonché a servizio del Comune di Trescore.

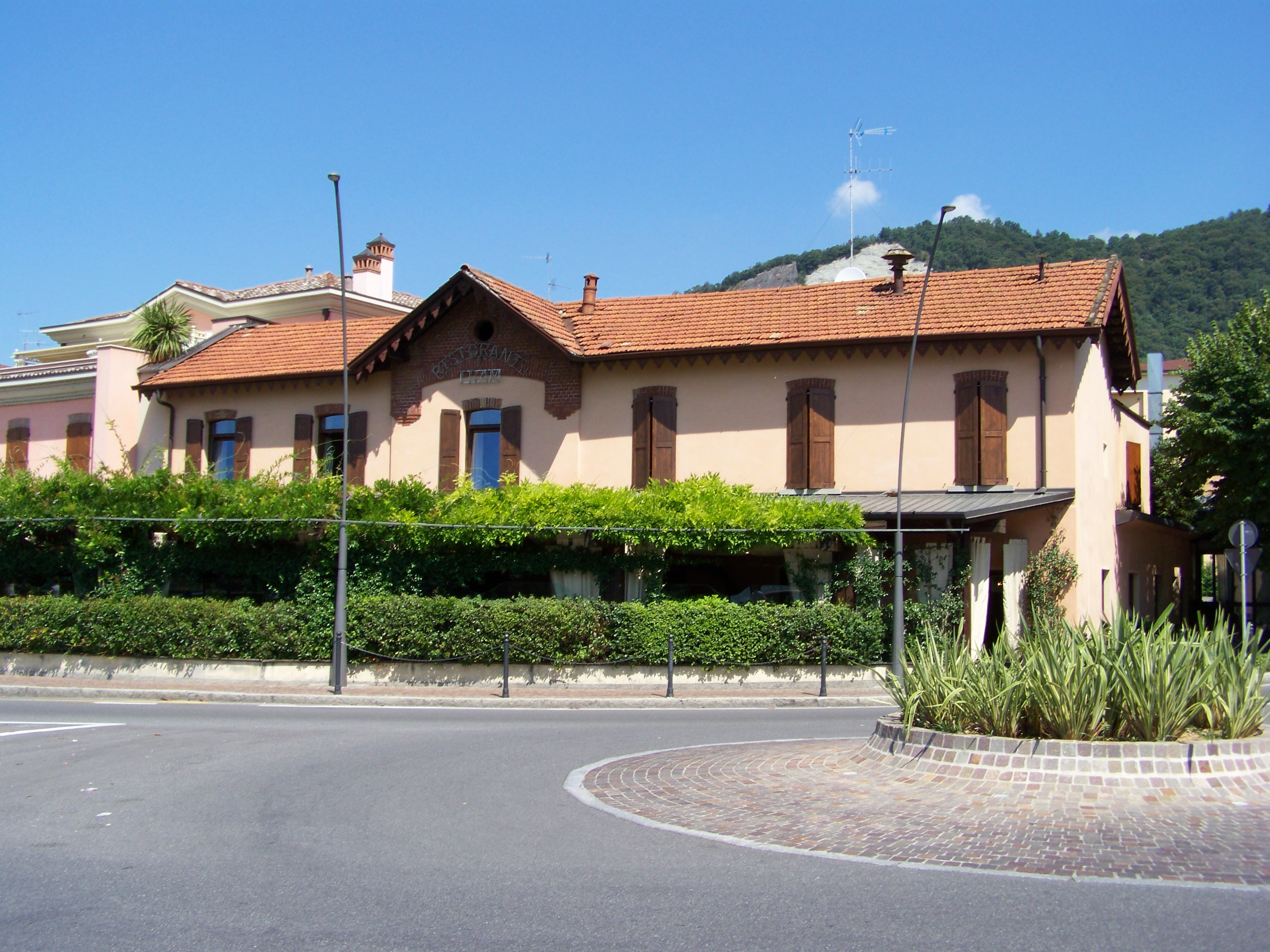
L'ex stazione di Sarnico nel 2010

Ripartiti dal centro termale i convogli impegnavano una tratta in sede propria fino a Gorlago, riscendendo lungo la valle del Cherio che veniva superato mediante un ponte in ferro, raggiungendo Carobbio degli Angeli. Giunti a Cicola la ferrovia veniva di nuovo affiancata, e con essa le stazioni di Chiuduno e Grumello del Monte.
Piegata verso est in direzione del lago di Iseo la tranvia serviva Tagliuno, e Villongo e infine Sarnico, la cui stazione terminale sorgeva alla foce dell'Oglio, sulla sponda opposta rispetto a quella dove sorge la stazione di Paratico-Sarnico; il fabbricato viaggiatori, sopravvissuto, è stato in seguito adattato a ristorante valorizzando e richiamando le linee estetiche e la funzione originaria.

## Materiale rotabile
Il materiale rotabile della dotazione d'origine, che recava la sigla "BTS" (Bergamo Trescore Sarnico) venne presentato ufficialmente al pubblico nel maggio 1901 e comprendeva due locomotive tranviarie a due assi di costruzione Krauss.

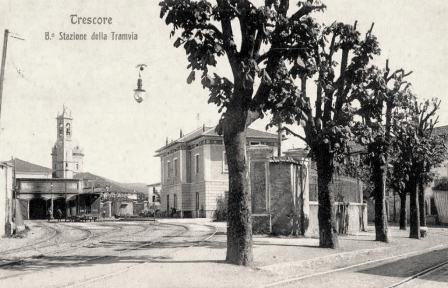
Trescore, stazione e deposito dei tram

Alle due unità della dotazione iniziale altrettante, a tre assi, se ne aggiunsero nel 1906 e ulteriori tre di vario tipo la BTS acquistò nel triennio successivo.
Dopo la prima guerra mondiale, la società Ferrovia della Val Seriana, che gestiva altresì la tranvia Bergamo-Soncino, aveva manifestato l'intenzione di abbandonare l'esercizio di quest'ultima: nel 1921, a seguito dell'opposizione alla chiusura da parte delle amministrazioni locali e dell'opinione pubblica, tale impresa decise di donare impianti e materiale rotabile alle province di Bergamo e Cremona. Per garantirne l'esercizio, le due amministrazioni stipularono una convenzione provvisoria sia con la BTS sia con la Tranvia della Valle Cavallina (TVC), che eserciva la tranvia Trescore-Lovere. La convenzione durò dal 1º agosto al 31 dicembre 1921 e vide il trasferimento del materiale rotabile dalla stazione di Bergamo FVS a quella in comune alle due linee tranviarie.
Al 1924, infine, risale la locomotiva cabinata a 3 assi con distributori cilindrici e cinematismo Walschearts, di costruzione Breda che fu consegnata alla Società Tranvie Bergamasche (STB) per l'uso sulla Bergamo-Trescore-Sarnico; quest'ultima risulta ceduta nel 1932 alla società Monza Trezzo Bergamo.

### Materiale motore - prospetto di sintesi
Sulla tranvia Bergamo-Trescore-Sarnico prestarono dunque complessivamente servizio le seguenti locomotive a vapore, tutte a scartamento normale:
| Unità | Anno di acquisizione | Costruttore     | Rodiggio | Velocità max | Note                                              |
| ----- | -------------------- | --------------- | -------- | ------------ | ------------------------------------------------- |
| 1÷2   | 1901                 | Krauss          | B        | 25 km/h      |                                                   |
| 3÷4   | 1906                 | Krauss          | C        | 30 km/h      |                                                   |
| 5     | 1908                 | Orestein&Koppel | B        | 30 km/h      | Numerazione attribuita non certa secondo la fonte |
| 11÷12 | 1909                 | Krauss          | C        | 30 km/h      |                                                   |
| 1     | 1924                 | Breda           | C        | 30 km/h      | ceduta nel 1932 alla Monza-Trezzo-Bergamo         |